# Eschollbrücken
Eschollbrücken (im lokalen Dialekt: Eschollbrigge) ist ein Stadtteil von Pfungstadt im südhessischen Landkreis Darmstadt-Dieburg mit rund 3000 Einwohnern. Der Stadtteil gliedert sich in den Ort Eschollbrücken und den Ortsteil Eich.

## Geographie
Eschollbrücken liegt westlich der Pfungstädter Kernstadt, dazwischen verläuft die Bundesautobahn 67. Im Süden schließt sich der Stadtteil Hahn an.
Landschaftlich liegt Eschollbrücken kurz vor dem Hessischen Ried, einem Teil der Oberrheinischen Tiefebene. Durch die Landschaft schlängeln sich einige Gräben, die einst zur Entwässerung des Hessischen Riedes dienten, heute jedoch nur noch gelegentlich Wasser führen. Der Sandbach, ein Nebenarm der Modau, der beim Naturschutzgebiet Kühkopf in den Altrhein mündet, durchfließt die Felder nördlich des Ortes.
Eschollbrücken besteht aus den Gemarkungen Eschollbrücken und Eich.
Die östliche Grenze der Ortsbebauung bildet ein bereits auf Pfungstädter Gemarkung gelegener Wald.

## Geschichte

### Ortsgeschichte
Eine endneolithische kupferne Streitaxt wird als Typ Eschollbrücken bezeichnet. Eschollbrücken wurde im Jahre 1122 erstmals urkundlich erwähnt, der Ortsteil Eich im Jahre 1335. Unter wechselten Ortsnamen, wie Eschilbruccun, Esselbrukken und Eschelbroicken, wird Eschollbrücken dann weiter erwähnt:
- 1188 und später mit Gütern des Klosters Eberbach im Ort
- 1319 als Bischof Gottfried von Würzburg den Grafen Wilhelm von Katzenelnbogen mit allen Gütern, die er von der Würzburger Kirche zu Lehen hat.
- 1447 im Würzburgischer Lehnbrief für die Grafen von Katzenelnbogen
- 1468 als die Brüder Henne und Walter von Buseckalle ihre Rechte dem Grafen Philipp von Katzenelnbogen verkaufen
- 1500 als Wilhelm von Wallborn von Konrad von Frankenstein den Teil der Güter, die bisher sein Bruder Hans besessen hatte zum Erblehen erhält
- 1662 als die Frankensteinischen Lehen derer von Walbrunn an Hessen verkauft werden.

Die Statistisch-topographisch-historische Beschreibung des Großherzogthums Hessen berichtet 1829 über Eschollbrücken:

„Eschollbrücken (L. Bez. Bensheim) luth. Pfarrdorf; liegt 3 1⁄2 St. von Bensheim, hat 73 Häuser und 530 Einw., die bis auf 13 Juden lutherisch sind. In der Gemarkung sind Torfstiche. Mit diesem Dorfe waren die Grafen von Katzenellenbogen von Würzburg belehnt. Nach demselben nannte sich eine adelige Familie, von welcher Rupert von Eschollbrücken unterm Jahr 1222 in einer Lorscher Urkunde vorkommt. Die Pfarrkirche hatte 2 Altäre.“

Im Zuge der Gebietsreform in Hessen wurde die Gemeinde Eich am 31. Dezember 1971 auf freiwilliger Basis nach Eschollbrücken eingegliedert. Am 1. Januar 1977 wurde dann Eschollbrücken kraft Landesgesetz in die Stadt Pfungstadt eingemeindet. Für den Stadtteil Eschollbrücken wurde ein Ortsbezirk gebildet.

### Verwaltungsgeschichte im Überblick
Die folgende Liste zeigt die Staaten und Verwaltungseinheiten, denen Eschollbrücken angehört(e):
- vor 1479: Heiliges Römisches Reich, Grafschaft Katzenelnbogen, Obere Grafschaft Katzenelnbogen
- ab 1479: Heiliges Römisches Reich, Landgrafschaft Hessen (durch Erbfall), Obere Grafschaft Katzenelnbogen
- ab 1567: Heiliges Römisches Reich, Landgrafschaft Hessen-Darmstadt, Obere Grafschaft Katzenelnbogen (1783: zum Amt Darmstadt, später Oberamt Darmstadt, Amt Pfungstadt), Zent Pfungstadt
- ab 1803: Heiliges Römisches Reich, Landgrafschaft Hessen-Darmstadt, Fürstentum Starkenburg, Amt Pfungstadt
- ab 1806: Großherzogtum Hessen,[Anm. 2] Fürstentum Starkenburg, Amt Pfungstadt[12]
- ab 1815: Großherzogtum Hessen, Provinz Starkenburg, Amt Pfungstadt
- ab 1821: Großherzogtum Hessen, Provinz Starkenburg, Landratsbezirk Bensheim[Anm. 3]
- ab 1832: Großherzogtum Hessen, Provinz Starkenburg, Kreis Bensheim
- ab 1848: Großherzogtum Hessen, Regierungsbezirk Heppenheim
- ab 1852: Großherzogtum Hessen, Provinz Starkenburg, Kreis Darmstadt
- ab 1871: Deutsches Reich, Großherzogtum Hessen, Provinz Starkenburg, Kreis Darmstadt
- ab 1918: Deutsches Reich, Volksstaat Hessen, Provinz Starkenburg, Kreis Darmstadt
- ab 1938: Deutsches Reich, Volksstaat Hessen, Landkreis Darmstadt[13][Anm. 4]
- ab 1945: Deutsches Reich, Amerikanische Besatzungszone,[Anm. 5] Groß-Hessen, Regierungsbezirk Darmstadt, Landkreis Darmstadt
- ab 1946: Deutsches Reich, Amerikanische Besatzungszone, Hessen, Regierungsbezirk Darmstadt, Landkreis Darmstadt
- ab 1949: Bundesrepublik Deutschland, Hessen, Regierungsbezirk Darmstadt, Landkreis Darmstadt
- ab 1977: Bundesrepublik Deutschland, Hessen, Regierungsbezirk Darmstadt, Landkreis Darmstadt-Dieburg, Stadt Pfungstadt

### Gerichte
Eschollbrücken gehörte zur Zent Pfungstadt deren Aufgaben ab etwa 1800 durch das Amt Pfungstadt mit wahrgenommen wurden. In der Landgrafschaft Hessen-Darmstadt wurde mit Ausführungsverordnung vom 9. Dezember 1803 das Gerichtswesen neu organisiert. Für das Fürstentum Starkenburg wurde das Hofgericht Darmstadt als Gericht der zweiten Instanz eingerichtet. Die Rechtsprechung der ersten Instanz wurde in Eschollbrücken vom Amt Pfungstadt ausgeübt. Das Hofgericht war für normale bürgerliche Streitsachen Gericht der zweiten Instanz, für standesherrliche Familienrechtssachen und Kriminalfälle die erste Instanz. Übergeordnet war das Oberappellationsgericht Darmstadt. Die Zentgerichte hatten damit ihre Funktion verloren.
Mit Bildung der Landgerichte im Großherzogtum Hessen war ab 1821 das Landgericht Zwingenberg das Gericht erster Instanz. Die zweite Instanz war das Hofgericht Darmstadt. Änderungen in der gerichtlichen Zuständigkeit erfolgten
- 1839: Landgericht Gernsheim; zweite Instanz: Hofgericht Darmstadt
- 1853: Landgericht Darmstadt; zweite Instanz: Hofgericht Darmstadt
- 1879: Amtsgericht Darmstadt II (Umbenennung); zweite Instanz: Landgericht Darmstadt
- 1932: Amtsgericht Darmstadt; zweite Instanz: Landgericht Darmstadt

## Bevölkerung

### Einwohnerstruktur 2011 (mit Eich)
Nach den Erhebungen des Zensus 2011 lebten am Stichtag dem 9. Mai 2011 in Eschollbrücken 2898 Einwohner. Darunter waren 189 (6,5 %) Ausländer. Nach dem Lebensalter waren 441 Einwohner unter 18 Jahren, 1215 zwischen 18 und 49, 639 zwischen 50 und 64 und 600 Einwohner waren älter. Die Einwohner lebten in 1350 Haushalten. Davon waren 441 Singlehaushalte, 432 Paare ohne Kinder und 336 Paare mit Kindern, sowie 96 Alleinerziehende und 45 Wohngemeinschaften. In 279 Haushalten lebten ausschließlich Senioren und in 924 Haushaltungen lebten keine Senioren.

### Einwohnerentwicklung
| • 1629: | 051 Hausgesesse           |
| • 1806: | 370 Einwohner, 67 Häuser  |
| • 1829: | 530 Einwohner, 73 Häuser  |
| • 1867: | 706 Einwohner, 103 Häuser |

| Eschollbrücken: Einwohnerzahlen von 1791 bis 2015 | Eschollbrücken: Einwohnerzahlen von 1791 bis 2015 | Eschollbrücken: Einwohnerzahlen von 1791 bis 2015 | Eschollbrücken: Einwohnerzahlen von 1791 bis 2015 | Eschollbrücken: Einwohnerzahlen von 1791 bis 2015 |
| --- | ------------------------------------------------- | ------------------------------------------------- | ------------------------------------------------- | ------------------------------------------------- |
| Jahr |                                                   |                                                   |                                                   | Einwohner                                         |
| 1791 | 1791                                              |                                                   | 376                                               | 376                                               |
| 1806 | 1806                                              |                                                   | 370                                               | 370                                               |
| 1829 | 1829                                              |                                                   | 530                                               | 530                                               |
| 1834 | 1834                                              |                                                   | 557                                               | 557                                               |
| 1840 | 1840                                              |                                                   | 621                                               | 621                                               |
| 1846 | 1846                                              |                                                   | 698                                               | 698                                               |
| 1852 | 1852                                              |                                                   | 764                                               | 764                                               |
| 1858 | 1858                                              |                                                   | 701                                               | 701                                               |
| 1864 | 1864                                              |                                                   | 727                                               | 727                                               |
| 1871 | 1871                                              |                                                   | 676                                               | 676                                               |
| 1875 | 1875                                              |                                                   | 670                                               | 670                                               |
| 1885 | 1885                                              |                                                   | 699                                               | 699                                               |
| 1895 | 1895                                              |                                                   | 715                                               | 715                                               |
| 1905 | 1905                                              |                                                   | 640                                               | 640                                               |
| 1910 | 1910                                              |                                                   | 651                                               | 651                                               |
| 1925 | 1925                                              |                                                   | 694                                               | 694                                               |
| 1939 | 1939                                              |                                                   | 722                                               | 722                                               |
| 1946 | 1946                                              |                                                   | 993                                               | 993                                               |
| 1950 | 1950                                              |                                                   | 1.122                                             | 1.122                                             |
| 1956 | 1956                                              |                                                   | 1.256                                             | 1.256                                             |
| 1961 | 1961                                              |                                                   | 1.464                                             | 1.464                                             |
| 1967 | 1967                                              |                                                   | 1.717                                             | 1.717                                             |
| 1970 | 1970                                              |                                                   | 2.158                                             | 2.158                                             |
| 1980 | 1980                                              |                                                   | ?                                                 | ?                                                 |
| 1990 | 1990                                              |                                                   | ?                                                 | ?                                                 |
| 2000 | 2000                                              |                                                   | 3.021                                             | 3.021                                             |
| 2005 | 2005                                              |                                                   | 2.985                                             | 2.985                                             |
| 2010 | 2010                                              |                                                   | 2.935                                             | 2.935                                             |
| 2011 | 2011                                              |                                                   | 2.898                                             | 2.898                                             |
| 2015 | 2015                                              |                                                   | 2.985                                             | 2.985                                             |
| Datenquelle: Historisches Gemeindeverzeichnis für Hessen: Die Bevölkerung der Gemeinden 1834 bis 1967. Wiesbaden: Hessisches Statistisches Landesamt, 1968. Weitere Quellen: LAGIS; 1791; 1800; Website Pfungstadt (Webarchiv): 2000, 2005, nach 2005; Zensus 2011 Nach 1970 einschließlich Eich |                                                   |                                                   |                                                   |                                                   |

### Religionszugehörigkeit
| Quelle: Historisches Ortslexikon und Stadt Pfungstadt |                                                                     |
| • 1829:                                               | 517 lutheranische (= 91,55 %), 13 jüdische (= 2,45 %) Einwohner     |
| • 1961:                                               | 1080 evangelische (=73,77 %), 253 katholische (=17,28 %) Einwohner  |
| • 2000:                                               | 1629 evangelische (=53,92 %), 679 katholische (= 22,48 %) Einwohner |
| • 2016:                                               | 1219 evangelische (=40,40 %), 701 katholische (=12,23 %) Einwohner  |

Die Einwohner Eschollbrückens und des Ortsteils Eich sind überwiegend evangelisch. Rund 12 % gehören der Katholischen Gemeinde Sankt Antonius in Pfungstadt an.

## Politik

### Ortsbeirat
Für Eschollbrücken besteht ein Ortsbezirk (Gebiete der ehemaligen Gemeinde Eschollbrücken) mit Ortsbeirat und Ortsvorsteher nach der Hessischen Gemeindeordnung. Der Ortsbeirat des Stadtteils Eschollbrücken-Eich besteht aus 9 Mitgliedern.
Bei der Ortsbeiratswahl (Kommunalwahlen in Hessen 2021) zum Ortsbeirat EschollBrücken/Eich erhielt die CDU 32,63 % der abgegebenen Stimmen (3 Sitze), die SPD 26,33 % (2 Sitze), Bündnis 90/Die Grünen 15,42 % (1 Sitz), die Partei „Unabhängige Bürger Pfungstadt“ 11,40 % (1 Sitz), die FDP 9,20 % (1 Sitz) und die Freien Wähler 5,02 % (1 Sitz), bei einer Wahlbeteiligung von 47,56 %. Der Ortsbeirat wählte Maximilian Schimmel (CDU) zum Ortsvorsteher (seit dem 27. April 2021).

### Wappen
Blasonierung: „In Blau ein goldener, mit einem roten Halseisen belegter Kleinschild, darunter drei silberne Rauten.“
Das Wappen wurde der damaligen Gemeinde Eschollbrücken im Landkreis Darmstadt am 9. November 1971 durch den Hessischen Innenminister genehmigt. Gestaltet wurde es durch den Bad Nauheimer Heraldiker Heinz Ritt.
Die drei Rauten stammen aus dem Wappen der Herren von Wallbrunn, den früheren Ortsherren Eschollbrückens. Das Halseisen im Kleinschild entwickelte sich wahrscheinlich aus einer alten Ortsmarke und ist schon seit 1581 in Gerichtssiegeln nachweisbar. Zeitweise wurde es auch als Ringflache interpretiert.

## Kultur und Sehenswürdigkeiten

### Bauwerke

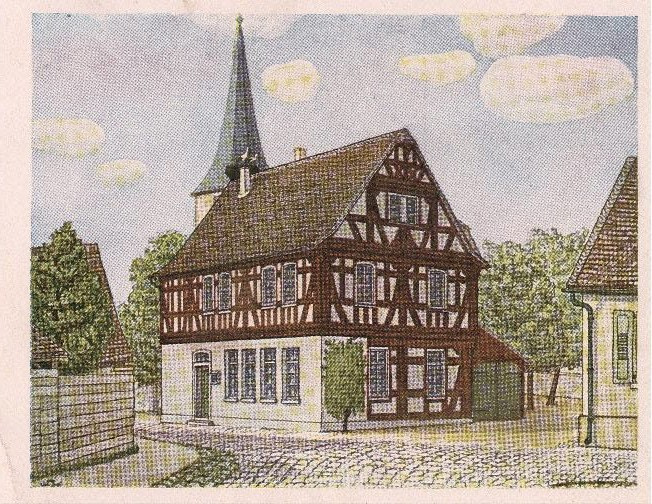
Postkarte von 1924 mit altem Rathaus

Das Kirchengebäude wurde im Jahre 1728 erbaut, der Turm stammt sogar aus dem Jahre 1480. In direkter Nachbarschaft der Kirche steht das Historische Rathaus, ein Fachwerkbau aus dem Jahre 1550. Darüber hinaus existiert ein weiteres Fachwerkhaus aus dem Jahre 1678. Westlich des Ortes finden sich Überreste einer mittelalterlichen Wasserburg (die Alte Burg Eschollbrücken), deren Umrisse aber nur schemenhaft aus der Luft beobachtet werden können.

### Vereine
In Eschollbrücken gibt es als Sportverein den TSV Eschollbrücken. Der Verein wurde 1899 als Turnverein Eschollbrücken gegründet und umfasst heute acht Abteilungen. Im Jahr 2021 hatte er ca. 600 aktive Mitglieder. Die Frauenfußballmannschaft des TSV nahm dreimal am DFB-Pokal der Frauen teil. Mit Britta Unsleber brachte der Verein eine deutsche Nationalspielerin hervor.

### Regelmäßige Veranstaltungen
- Anfang des Jahres: Karnevalsprogramm des KCC 1974 e. V. (Kostümsitzungen, Umzug, Alte Weiber, Kinder- und Jugendsitzung, u.V.m)
- November: Eschollbrigger Kerb[23]
- November/Dezember: Weihnachtsmarkt[24]

## Wirtschaft und Infrastruktur
Eschollbrücken verfügt über eine Apotheke, eine Hausarzt- sowie eine Tierarztpraxis, ein Postladen (DHL) und einen Selbstbedienungsladen. Darüber hinaus gibt es unter anderem ein Fachgeschäft für Fahrräder, ein Thai-Massage Studio und zwei Friseure. Außerdem eine Gaststätte mit Kneipe und Biergarten, ein italienisches Ristorante, eine Pizzeria, ein Döner-Imbiss sowie die Vereinsgaststätte des TSV. Autofahrer finden am südlichen Ortsausgang eine Tankstelle vor. Mehrere Handwerksbetriebe und einige kleine Gewerbebetriebe sind in Eschollbrücken beheimatet, daneben existieren mehrere landwirtschaftliche Betriebe. Ein wichtiger Zweig der Landwirtschaft in Eschollbrücken ist der Anbau von Spargel.
Die Sparkasse Darmstadt und die Volksbank Darmstadt-Südhessen haben ihre Filialen im Ortskern geschlossen und sollen durch eine fahrbare Bank ersetzt werden.
Das Bildungsangebot besteht aus der Kindertagesstätte der Evangelischen Kirche und der Grundschule (Gutenbergschule). Das Gebäude der Kindertagesstätte wurde nach aufwändiger Sanierung Anfang 2008 wieder in Betrieb genommen. Weiterführende Schulen gibt es in Pfungstadt und Darmstadt.
Eschollbrücken liegt verkehrsgünstig nahe der Bundesautobahn 67 (Frankfurt–Mannheim). Seit Eröffnung der neuen Bundesstraße 426 gibt es einen direkten Autobahnanschluss. Der Flughafen Frankfurt Main ist über die Autobahn in weniger als 30 Minuten erreichbar. Der Ort wird von zwei Buslinien (40 und PE) bedient, welche ihn mit dem Oberzentrum Darmstadt und dessen Stadtteil Eberstadt, der Pfungstädter Kernstadt und dem Stadtteil Hahn, Crumstadt, Riedstadt-Goddelau, -Erfelden und -Leeheim verbinden.

## Persönlichkeiten
- Hans-Joachim Heist (* 1949), Schauspieler, bekannt als Kommentator Gernot Hassknecht in der heute-show des ZDF; Stadtverordneter der SPD
- Britta Unsleber (* 25. Dezember 1966) ehemalige deutsche Fußballspielerin.